# Brigitte Hybert
Brigitte Hybert, née Brigitte Michèle Josèphe Bureau le 12 mai 1960, est une gérante d’entreprise et femme politique française.
Angevine, elle s’établit, à la fin des années 1980, sur la commune de Moutiers-sur-le-Lay, dont elle est élue conseillère municipale à partir de 1995. Reconduite au scrutin de 2001, elle mène la liste de la majorité sortante pour celui de 2008 en qualité de première adjointe de Jean Drouet et lui succède en tant que maire. Elle est réélue à la tête du conseil municipal en 2014 et en 2020, mais, elle est démise d’office de cette fonction en 2024 en raison de l’interdiction de cumul des mandats. Conseillère communautaire au Pays-Mareuillais, elle succède à Jean-Pierre Hocq dans la direction de la communauté de communes à partir du renouvellement de 2014. Alors que la structure intercommunale est dissoute avec trois autres voisines pour permettre la création de Sud-Vendée-Littoral, Brigitte Hybert prend la tête du conseil communautaire en 2017 ; elle est reconduite après les élections de 2020 mais perd la charge de présidente en 2024.
Au niveau départemental, en tandem avec Marcel Gauducheau, elle est élue conseillère départementale de la Vendée en 2015 dans le cadre d’un canton de Mareuil-sur-Lay-Dissais largement redessiné à la suite du découpage de 2014. Elle est réélue en 2021 avec Éric Adrian en binôme, remplacé après sa mort en 2022 par Didier Roux ; en début de mandature, Alain Lebœuf la nomme 10e vice-présidente, poste qu’elle occupe jusqu’en 2024. Figurant en position non éligible sur la liste de Bruno Retailleau aux sénatoriales de 2020, elle lui succède en tant que sénatrice en 2024 à la suite de sa nomination au sein du gouvernement de Michel Barnier puis dans celui de François Bayrou.

## Biographie

### Vie personnelle et professionnelle
Originaire d’Angers, Brigitte Hybert naît Brigitte Michèle Josèphe Bureau le 12 mai 1960. Avec son mari, elle s’installe à Moutiers-sur-le-Lay en 1988 ou en 1989 pour reprendre le restaurant de ses beaux-parents. Elle occupe la fonction de trésorière au sein de l’organisme de gestion de l’Enseignement catholique (OGEC) de l’école privée du bourg,,,.

### Carrière politique

#### Débuts politiques sur la scène municipale et intercommunale (1995-2015)
Brigitte Hybert intègre le conseil municipal de Moutiers-sur-le-Lay à la suite des élections de 1995, sous la direction de Jean Drouet, maire depuis 1983, qui porte la liste « Union pour les Moutiers ». Ce dernier la nomme première adjointe en 1998. Réélue conseillère municipale en 2001, elle est reconduite comme première adjointe et occupe la fonction de vice-présidente de la communauté de communes du Pays-Mareuillais. Jean Drouet renonçant à se présenter aux municipales de 2008, Brigitte Hybert annonce en février prendre la tête d’une liste intitulée « Ensemble pour les Moutiers-sur-le-Lay »,,,.
Alors que les membres de sa liste ont tous été élus lors du scrutin municipal, Brigitte Hybert est désignée maire le 15 mars 2008, à l’occasion du conseil de début de mandature. Au Pays-Mareuillais, elle est reconduite le 14 avril suivant au sein du bureau communautaire, cette fois-ci en qualité de première vice-présidente de Jean-Pierre Hocq, également maire de Mareuil-sur-Lay-Dissais,.
Se déclarant candidate à sa réélection en décembre 2013, elle présente officiellement sa liste « Ensemble, la dynamique moutiéroise continue » en février 2014 en vue du scrutin municipal du mois suivant. Brigitte Hybert est réinstallée comme maire de Moutiers-sur-le-Lay le 29 mars. Parallèlement, à la suite de ce renouvellement, elle postule à la succession de Jean-Pierre Hocq, non candidat à sa réélection à la présidence de la communauté de communes. Face à Thierry Priouzeau, maire de La Couture, et à Louis Rouleau, premier adjoint au maire de Mareuil-sur-Lay-Dissais, elle est désignée présidente au premier tour le 29 avril 2014,,,.

#### Élue à trois échelons: commune, communauté de communes et département (2015-2024)
En janvier 2015, quelques mois après sa reconduction en tant que maire et son installation à la tête de la communauté de communes, elle se déclare candidate aux élections départementales en tandem avec Marcel Gauducheau, premier vice-président du conseil général sortant, maire du Champ-Saint-Père, dans le canton de Mareuil-sur-Lay-Dissais. Bénéficiant du retrait de Jean-Pierre Hocq, conseiller général sortant, qui souhaite se consacrer à son seul mandat de maire de Mareuil-sur-Lay-Dissais, le binôme — estampillé « majorité départementale » — est élu après un second tour face à des candidats du Front national. Après avoir adoubé Yves Auvinet comme successeur de Bruno Retailleau, ils siègent au conseil départemental à partir du 2 avril. Brigitte Hybert est ensuite nommée vice-présidente de la commission de l’aménagement durable du territoire,,,,.
À la suite de la loi portant nouvelle organisation territoriale de la République, le préfet de la Vendée propose un projet de révision du schéma départemental de coopération intercommunale en octobre 2015 dans lequel il souhaite la fusion du Pays-Mareuillais avec les communautés de communes des Isles-du-Marais-Poitevin, du Pays-de-Sainte-Hermine et du Pays-Né-de-la-Mer au sein d’une seule et même structure intercommunale. Comptant 44 communes et 72 conseillers communautaires, cette dernière naît officiellement le 1er janvier 2017 sous le nom de Sud-Vendée-Littoral. Le 13 janvier suivant, à la séance inaugurale de la nouvelle entité, opposée à Pierre-Guy Perrier, maire Les Républicains de Luçon, Brigitte Hybert s’impose par 45 voix et devient la première présidente de la communauté de communes,,.
Après avoir annoncé sa volonté de poursuivre ses mandats municipaux en octobre 2019, elle présente la liste « Demain se construit ensemble » en février 2020. Réélue, elle est reconduite pour un troisième mandat de maire de Moutiers-sur-le-Lay le 25 mai. Par ailleurs, sans opposition, elle est renouvelée présidente de Sud-Vendée-Littoral le 9 juillet suivant,,,.
En mai 2021, Brigitte Hybert présente sa candidature pour les élections départementales avec Éric Adrian, maire de Saint-Avaugourd-des-Landes comme co-listier dans le canton de Mareuil-sur-Lay-Dissais avec le soutien de la majorité départementale, Marcel Gauducheau ayant renoncé à briguer un autre mandat. Opposés à un tandem du Rassemblement national au second tour, ils sont élus conseillers départementaux. Le 1er juillet, à la séance inaugurale de l’assemblée départementale, tandis qu’elle prend la présidence de la commission des routes et des mobilités durables, Brigitte Hybert est nommée 10e vice-présidente par le nouveau président Alain Lebœuf. Son binôme Éric Adrian étant mort pendant l’exercice de son mandat le 14 mai 2022, il est remplacé par Didier Roux, maire de Curzon, le candidat suppléant élu lors du scrutin de 2021,,,,.

#### Sénatrice et perte des mandats exécutifs (depuis 2024)
À la suite de la nomination de Bruno Retailleau comme ministre de l’Intérieur au sein du gouvernement de Michel Barnier le 21 septembre 2024, celui-ci perd automatiquement son mandat de sénateur le 21 octobre suivant. Or, Brigitte Hybert figurant comme la première suppléante de la liste « Ensemble pour la Vendée » de Bruno Retailleau dans les élections sénatoriales de 2020, elle intègre le Sénat le lendemain et siège à partir de cette date au sein du groupe Les Républicains. Aussi, elle appartient à la commission des affaires économiques et à la délégation aux entreprises,,.
La loi contraint Brigitte Hybert à la démission d’office au 21 novembre 2024 des mandats exécutifs qu’elle cumule localement : maire de Moutiers-sur-le-Lay, présidente de Sud-Vendée-Littoral et vice-présidente du conseil départemental. Nicolas Vannier, son premier successeur est élu le 28 novembre à la tête de la communauté de communes ; Didier Forgerit prend la direction du conseil municipal moutiérois le 8 janvier 2025,,,.

## Détail des mandats et fonctions

### Mandats

#### Exécutifs

##### Département
- 10e vice-présidente du conseil départemental de la Vendée (du 1er juillet 2021 au 21 novembre 2024).

##### Intercommunalités
- Présidente de Sud-Vendée-Littoral (du 13 janvier 2017 au 21 novembre 2024).
- Présidente de la communauté de communes du Pays-Mareuillais (du 29 avril 2014 au 31 décembre 2016).
- Première vice-présidente de la communauté de communes du Pays-Mareuillais (du 14 avril 2008 au 29 avril 2014).
- Vice-présidente de la communauté de communes du Pays-Mareuillais (de 2001 à 2008).

##### Commune
- Maire de Moutiers-sur-le-Lay (du 15 mars 2008 au 21 novembre 2024).
- Première adjointe au maire de Moutiers-sur-le-Lay (de 1998 à 2008).

#### Électifs

##### Élections directes
- Sénatrice, élue dans la Vendée (en fonction depuis le 22 octobre 2024).
- Conseillère départementale de la Vendée, élue dans le canton de Mareuil-sur-Lay-Dissais (en fonction depuis le 2 avril 2015).
- Conseillère municipale de Moutiers-sur-le-Lay (en fonction depuis juin 1995[a]).

##### Élections indirectes
- Conseillère communautaire de Sud-Vendée-Littoral (en fonction depuis le 1er janvier 2017).
- Conseillère communautaire de la communauté de communes du Pays-Mareuillais (jusqu’au 31 décembre 2016).

### Fonctions

#### Commission du Sénat
- Membre de la commission des affaires économiques (en fonction depuis le 22 octobre 2024).

#### Commissions du conseil départemental
- Présidente de la commission des routes et des mobilités durables (en fonction depuis le 1er juillet 2021).
- Vice-présidente de la commission de l’aménagement durable du territoire (du 2 avril 2015 au 1er juillet 2021).

## Résultats électoraux

### Élections départementales
| Élection | Circonscription                   | Binôme                                            | Parti | Parti          | Premier tour | Premier tour | Premier tour | Second tour | Second tour | Second tour |
| Élection | Circonscription                   | Binôme                                            | Parti | Parti          | Voix         | %            | Issue        | Voix        | %           | Issue       |
| -------- | --------------------------------- | ------------------------------------------------- | ----- | -------------- | ------------ | ------------ | ------------ | ----------- | ----------- | ----------- |
| 2015     | Canton de Mareuil-sur-Lay-Dissais | Marcel Gauducheau                                 |       | Aucun (BC-UD)  | 6 474        | 49,16        | Ballotage    | 8 594       | 70,47       | Élus        |
| 2021     | Canton de Mareuil-sur-Lay-Dissais | Éric Adrian (2021-2022) Didier Roux (depuis 2022) |       | Aucun (BC-DVD) | 4 652        | 54,22        | Ballotage    | 6 098       | 74,76       | Élus        |

### Élections municipales
| Élection | Commune             | Tour unique | Tour unique | Tour unique | Issue |
| Élection | Commune             | Voix        | %           | Position    | Issue |
| -------- | ------------------- | ----------- | ----------- | ----------- | ----- |
| 1995     | Moutiers-sur-le-Lay | 340         | 81,73       | 7e          | Élue  |
| 2001     | Moutiers-sur-le-Lay |             |             |             | Élue  |
| 2008     | Moutiers-sur-le-Lay | 276         | 75,62       | 13e         | Élue  |
| 2014     | Moutiers-sur-le-Lay | 349         | 94,57       | 3e          | Élue  |
| 2020     | Moutiers-sur-le-Lay | 285         | 89,62       | 15e         | Élue  |

## Décoration
- Chevalier de l’ordre national du Mérite (décret du 15 novembre 2018)[α]